# Cao Yu

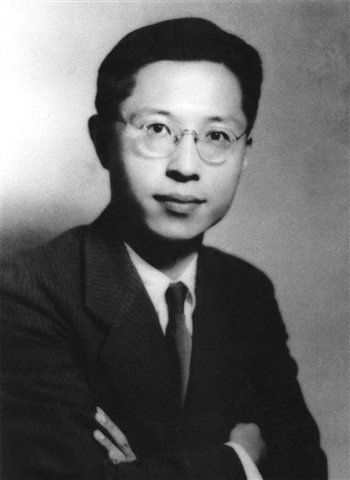
Cao Yu

Cao Yu (chino: 曹禺, pinyin: Cáo Yǔ, Wade-Giles: Ts'ao Yü) (Tianjin, China; 1910-Pekín; 13 de diciembre de 1996) fue un escritor chino contemporáneo, al que se ha considerado como el mejor dramaturgo en lengua china del siglo XX. Sus obras más conocidas son La tempestad, con la que se dio a conocer como autor, El amanecer y El hombre de Pekín.

## Biografía y obra

### Infancia
Nacido en Tianjin en el seno de una familia adinerada, su nombre real era Wàn Jiābǎo(chino tradicional: 萬家寶, chino simplificado: 万家宝). Su familia procedía originalmente de Qianjiang en la provincia de Hubei, pero los negocios familiares habían llevado a los padres de Cao Yu a Tianjin, ciudad con un ambiente cosmopolita y fuerte influencia occidental. Su madre murió tres días después del nacimiento de Yu y su tía materna, Xue Yongnan, se convirtió en su madrastra. Durante su infancia, su tía, quien lo crio como si fuese su hijo, lo llevaba habitualmente a ver representaciones de ópera china tradicional, así como de las obras de teatro de estilo occidental que se empezaban a escribir y representar en China. El teatro según modelos occidentales, para el que se acuñó el término chino huàjù (話劇 / 话剧) había comenzado a penetrar en China en el marco de la renovación cultural promovida por intelectuales como Chen Duxiu y Hu Shih, y que cristalizó en 1919, en el llamado Movimiento del Cuatro de Mayo.

### Inicios literarios

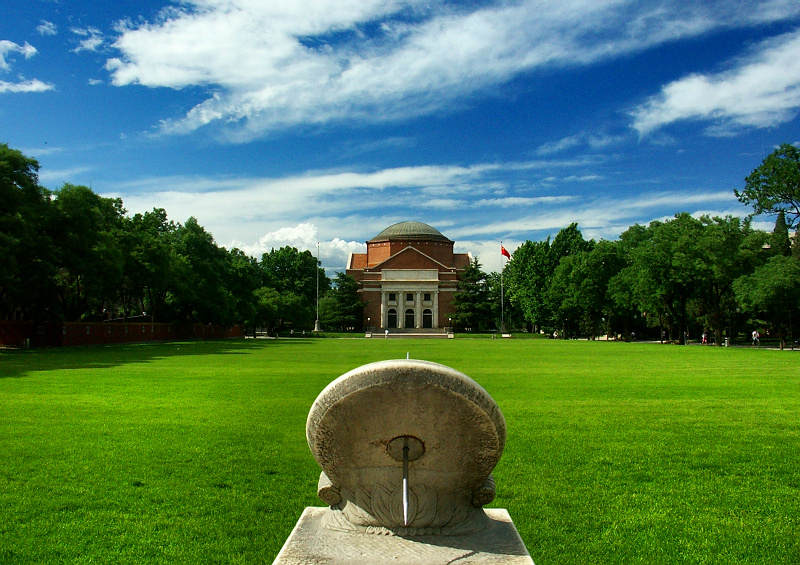
Universidad Tsinhghua donde estudió Cao Yu.

Entre 1920 y 1924 Cao Yu estudió en la escuela secundaria de Nankai, escuela que impartía un programa de estudios de estilo occidental. Además, Nankai contaba con una sociedad de arte dramático en la que los estudiantes representaban obras occidentales, en especial las de Henrik Ibsen y Eugene O'Neill, los autores más conocidos en China gracias a las traducciones de Hu Shih. Cao Yu participó como actor en muchas de esas representaciones, llegando a asumir el papel femenino de Nora en la obra Casa de muñecas de Ibsen. También participó en la traducción de la obra Strife de John Galsworthy.
Tras su etapa en Nankai, Cao Yu ingresó en la prestigiosa universidad pequinesa de Tsinghua, donde se graduaría en Lenguas y Literatura Occidentales en 1934. Durante sus estudios universitarios, Cao Yu mejoró sus conocimientos de ruso e inglés, y hubo de leer obras de autores de lengua inglesa como George Bernard Shaw y Eugene O'Neill, y de autores rusos como Antón Chéjov y Máximo Gorki, así como, en traducción, clásicos griegos como Eurípides y Esquilo. Esta formación en literatura occidental marcaría su estilo en un género, el teatro hablado, que apenas tenía tradición en China. Durante su último año en la universidad, Cao Yu completó su primera obra, La tempestad, que marcaría un hito en el teatro chino del siglo XX.
Mientras que las obras escritas por los dramaturgos chinos anteriores a Cao Yu tienen un interés fundamentalmente histórico y apenas han gozado de éxito crítico ni popular, las obras de Cao Yu cosecharían un gran éxito de público y convertirían a su autor en el primer dramaturgo chino de fama internacional.

### La tempestad
La tempestad es sin duda la obra dramática china más popular del periodo anterior a la invasión japonesa. Fue publicada por primera vez en una revista literaria llamada Publicación Cuatrimestral Literaria, que había sido fundada por los intelectuales Zheng Zhenduo y Jin Yi, en 1934. Poco después de su publicación en esa revista, sería representada en la ciudad de Jinan y posteriormente en funciones de gran éxito en Shanghái y en Tokio en 1935. En 1936, se estrenó en Nankín con el propio Cao Yu actuando en el papel protagonista. Tras el éxito de estas representaciones, la obra fue llevada al cine en dos versiones casi coincidentes en el tiempo producidas en Shanghái y Hong Kong en 1938. La trama de la obra gira en torno a una familia que se ve abocada a la destrucción psicológica y física por la depravación moral de sus miembros, dominados por la figura corrupta de Zhou Puyuan, el patriarca. El escándalo que acompañó al tratamiento del tema del incesto en la obra contribuyó sin duda a la fama lograda por esta obra que, a pesar de que muchos ven en ella grandes imperfecciones técnicas, está considerada el hito que marcó la madurez del género teatral moderno en China. Incluso quienes han puesto en duda la calidad literaria de Cao Yu, como el famoso crítico C. T. Hsia, reconocen que la popularización y consolidación del género teatral en China se debe fundamentalmente a las primeras obras de Cao.

### El amaneceryLa selva
La temática de la progresiva degradación moral de personas enfrentadas a una sociedad hostil continuaría en la segunda obra de Cao Yu, El amanecer, publicada en 1936. En ella se narra la historia de varias mujeres en Shanghái cuya vida se desintegra en medio de una falta de afecto y de comprensión de la sociedad que las rodea, abocadas a un destino trágico del que no pueden escapar. En 1937 se estrenó su tercera obra, La selva, título también traducido como El bosque o El campo, que tuvo menos éxito que las anteriores y que narra una historia de asesinatos y venganza en un bosque. Los elementos sobrenaturales y fantásticos en esta obra no fueron del gusto de los críticos del momento, en una época en que se valoraba más el realismo social similar al retratado en las dos primeras obras de Cao Yu. En los años 1980, sin embargo, el interés por formas narrativas no realistas recuperó el interés por esta obra, y el propio autor colaboró en la producción de una nueva puesta en escena. La obra fue llevada al cine en 1987.

### Producción literaria durante la ocupación japonesa
Luego de la invasión japonesa de China en 1937, Cao Yu se refugió en la ciudad central de Chongqing, junto al gobierno de Chiang Kai-shek. Allí escribió su cuarta obra, La metamorfosis, muy diferente de las anteriores al tratarse de una obra de exaltación patriótica. Representada por vez primera en 1939, está ambientada en un hospital militar que sufre los bombardeos aéreos del ejército japonés. Este tipo de literatura dedicada a una causa política se convirtió en el estilo favorecido por la mayor parte de los escritores chinos en la época de guerra. Mientras en las zonas controladas por el gobierno de Chongqing se escribían obras de exaltación nacionalista, en el norte, en la zona controlada por los comunistas de Mao, se desarrollaba un tipo de literatura al servicio de la causa comunista.
En el otoño de 1940, Cao Yu comenzó a escribir su quinta obra de teatro, El hombre de Pekín, considerada su obra más profunda y lograda. Ambientada en el Pekín (entonces Beiping) de la época, sorprendentemente no alude a la guerra con Japón sino que narra la historia de una familia acomodada venida a menos, que ve cómo su mundo tradicional se desmorona en medio de cambios sociales a los que no es capaz de adaptarse. El título de la obra hace alusión al homínido llamado hombre de Pekín, que vivió en el norte de China varios cientos de miles de años atrás. Con este símil, Cao Yu destaca la incapacidad de las familias tradicionales de adaptarse a la sociedad moderna, ancladas en los usos y costumbres del pasado.
En 1941, aún en Chongqing, Cao Yu completó una adaptación teatral de la famosa obra La familia del novelista Ba Jin. Su última obra escrita durante la ocupación japonesa fue El puente, publicada en 1945 y que sería estrenada en 1947, después del final de la guerra.
Durante su estancia en Chongqing, Cao Yu impartió clases en la escuela de arte dramático de la ciudad y completó una traducción de la obra Romeo y Julieta de William Shakespeare. A finales de 1948 se mudó a Hong Kong y poco después a Pekín.

### Viaje a Estados Unidos y regreso a China
Tras el fin de la ocupación japonesa, Cao Yu viajó a los Estados Unidos junto a Lao She, otro escritor chino de gran prestigio. Ambos pasarían un año viajando por el país. Tras su regreso a China, fue contratado por unos estudios cinematográficos de Shanghái como guionista y director de la película Día de sol radiante (艷陽天 / 艳阳天 Yànyángtiān), estrenada en 1946.

### La obra de Cao Yu tras la proclamación de la República Popular
Tras la proclamación de la República Popular China en 1949, Cao Yu se convirtió en director del Grupo de Teatro del Arte Popular de Pekín, puesto que conservaría hasta su muerte. A pesar de que en su juventud no se había mostrado cercano a la ideología comunista, sus primeras obras, con su retrato de la decadencia y crueldad de la sociedad burguesa, admitían una interpretación en clave marxista, lo cual las hizo muy populares en la sociedad china de los años 1960, época en la que la ideología de Mao Zedong exigía que la creación literaria estuviera al servicio de la causa comunista.
Junto a las repetidas puestas en escena de sus obras antiguas, Cao Yu continuó escribiendo. En 1956, se publicó y se representó su obra Cielo resplandeciente, y en 1960, en su época de mayor reconocimiento público, hizo una incursión en el terreno del drama histórico con la obra El coraje y la espada. Esta obra, aunque ambientada en la época de los Reinos Combatientes, al final de la dinastía Zhou, contenía alusiones claras al fracaso de las políticas de Mao Zedong, como el Gran Salto Adelante. Las críticas a Mao y la lucha por el poder en la cúpula del buró político de la República Popular desembocarían en la Revolución Cultural, campaña lanzada por Mao para reafirmar su poder y luchar contra los elementos burgueses y capitalistas tanto en la política como en la cultura. Los ataques contra intelectuales durante la Revolución Cultural afectaron a Cao Yu, que sería marginado hasta su rehabilitación tras la muerte de Mao y la subida al poder de Deng Xiaoping.
Su última obra fue Wang Zhaojun, estrenada en 1979. El 13 de diciembre de 1996, a la edad de 86 años, Cao Yu fallecía en Pekín.

## Obras
La única obra que parece haber sido traducida al español es La Tempestad, publicada por la Editorial de Lenguas Extranjeras de Pekín en 1984. Los demás títulos en español son traducciones aproximadas de los títulos originales chinos, mostrados entre paréntesis en caracteres (tradicionales y simplificados, cuando son diferentes) y en romanización hanyu pinyin. Las obras más importantes de Cao Yu son las siguientes:
- La tempestad (雷雨 Léiyǔ), 1934.
- El amanecer (日出 Rìchū), 1936.
- La selva (原野 Yuányě), 1937.
- La metamorfosis (蛻變 / 蜕变 Tuìbiàn), 1940.
- El hombre de Pekín (北京人 Běijīng rén), 1940.
- El puente (橋 / 桥 Qiáo), 1945.
- Cielo resplandeciente (明朗的天 Mínlǎng de tiān), 1956.
- El coraje y la espada (膽劍篇 / 胆剑篇 Dǎn jiàn piān), 1961.
- Wáng Zhāojūn (王昭君), 1979.